# Oss
Oss je město v Nizozemsku s 90 000 obyvateli. Nachází se v provincii Severní Brabantsko 17 km severovýchodně od města 's-Hertogenbosch a 5 km jižně od řeky Mázy, s níž je spojeno plavebním kanálem.
Archeologické naleziště Vorstengraf svědčí o osídlení v době bronzové. První písemná zmínka o městě pochází z dopisu papeže Alexandra II. z roku 1069. Ve čtrnáctém století vznikl místní hrad a v roce 1399 udělila Ossu Johana Brabantská městská práva. Název města je odvozen z nizozemského slova os (vůl), který je vyobrazen v mluvícím znaku města. Rozvoj Ossu je spojen s výrobou margarínu od roku 1871; město je stále významným dopravním a průmyslovým centrem, největším zaměstnavatelem je továrna farmaceutické společnosti Merck & Co. Nachází se zde novogotický chrám Grote Kerk z roku 1859, kulturní dům Groene Engel a výtvarné muzeum Jana Cunena.
Ve městě působí fotbalový klub FC Oss, v roce 1984 Oss hostil mistrovství světa v cyklokrosu. V Ossu se narodili fotbalista Ruud van Nistelrooy, hudebník Coen Janssen a zpěvačka C. C. Catch. Vznikla zde rocková skupina The Gathering, o neblahé tradici organizovaného zločinu pojednává film Hříšní lidé města Oss.

## Seznam městských částí
- Oss 57 503 obyvatel
- Berghem 9516 obyvatel
- Geffen 4567 obyvatel
- Ravenstein 3161 obyvatel
- Lith 2958 obyvatel
- Herpen 2488 obyvatel
- Megen 1600 obyvatel
- Maren-Kessel 1342 obyvatel
- Oijen 1137 obyvatel
- Lithoijen 862 obyvatel
- Haren 732 obyvatel
- Machers 709 obyvatel
- Deursen en Dennenburg 676 obyvatel
- Overlangel 450 obyvatel
- Huisseling 388 obyvatel
- Koolwijk 307 obyvatel
- Teeffelen 296 obyvatel
- Neerloon 224 obyvatel
- Dieden 207 obyvatel
- Demen 180 obyvatel
- 't Wild 110 obyvatel
- Neerlangel 65 obyvatel